# 過海隧道巴士950線
過海隧道巴士950線是香港一條來往屯門（菁田及和田）及會展站的過海隧道巴士路線，由城巴有限公司營辦，於2022年9月26日投入服務，途經兆康苑、紅橋、屯門公路、西區海底隧道、上環、中環及金鐘，只於星期一至五上午和下午繁忙時間分別提供去程及回程服務，全程收費為$21.8。
過海隧道巴士150R線是950線的特別服務，由灣仔（港灣道）單向開往屯門（菁田及和田），於屯門區的走線和停站安排與950線相同，只於香港書展「夜書市」期間提供服務，全程收費為$39.0。

## 歷史
運輸署在《2019－2020年度屯門區巴士路線計劃》中，建議開辦一條新巴士服務，於星期一至五（公眾假期除外）繁忙時間來往屯門54區及灣仔北，途經兆康苑、屯門公路、西區海底隧道、上環、中環及金鐘，以配合屯門第54區的人口發展，並決定以招標形式挑選合適的巴士公司營辦此線。
2021年8月，運輸署宣佈把此路線的專營權批予城巴，當中此線編號定為950，並在2022年9月26日投入服務，港島端總站設於會展站公共運輸交匯處。由於此線原定位於屯門區之起訖點欣寶路公共運輸交匯處受道路工程影響而需臨時停用，此線開辦初期需改以欣寶路近塘亨路為臨時起訖點，直至同年10月13日。
2023年7月21日起，150R線首次提供服務，於香港書展「夜書市」期間提供散場服務；同年11月6日起，950線上午班次增至兩班車，於星期一至五07:10及07:25由屯門開出。
2025年2月9日起，R950線首次提供服務配合「渣打香港馬拉松2025」舉行。

## 服務時間及班次
950線每個方向於星期一至五繁忙時間在固定時間開出一班常規班次，星期六、日及公眾假期不設服務，列表如下：
| 屯門（菁田及和田）開 | 會展站開 |
| -------------------- | -------- |
| 07:10                | 18:10    |
| 07:25                | 18:10    |

150R線則只於香港書展「夜書市」散場時由灣仔（港灣道）開出22:50一班車。

## 收費
950線全程收費為$22.7，150R線全程收費為$38.5，二線均設12歲以下小童及65歲或以上長者半價優惠。60歲－64歲香港居民、65歲或以上長者與合資格殘疾人士如以指定八達通繳付此線的車資，可享有長者及合資格殘疾人士公共交通票價優惠計劃提供的$2票價優惠。乘客登車時需以現金或八達通卡繳付車資，不設找贖；而每位成人乘客可免費帶同最多兩名四歲以下而且不佔座位的兒童乘車。此外，乘客亦可使用指定電子支付工具繳付車資，使用此支付方式的乘客可享有與其他城巴獨營路線或聯營線城巴班次之轉乘優惠，惟不適用於與非城巴路線之轉乘優惠，乘客亦不能享有「公共交通費用補貼計劃」及「長者及合資格殘疾人士公共交通票價優惠計劃」。
950線沿途單向分段收費如下：
| 上車地點＼落車地點     | 會展站 | 屯門（菁田及和田） |
| ---------------------- | ------ | ------------------ |
| 西區海底隧道巴士轉乘站 | $12.2  | $17.9              |
| 港澳碼頭起             | $5.6   | 不適用             |
| 屯門公路巴士轉乘站     | 不適用 | $10.6              |
| 新墟街市起             | 不適用 | $5.5               |
| 菁田邨起               | 不適用 | $4.9               |

## 行車路線

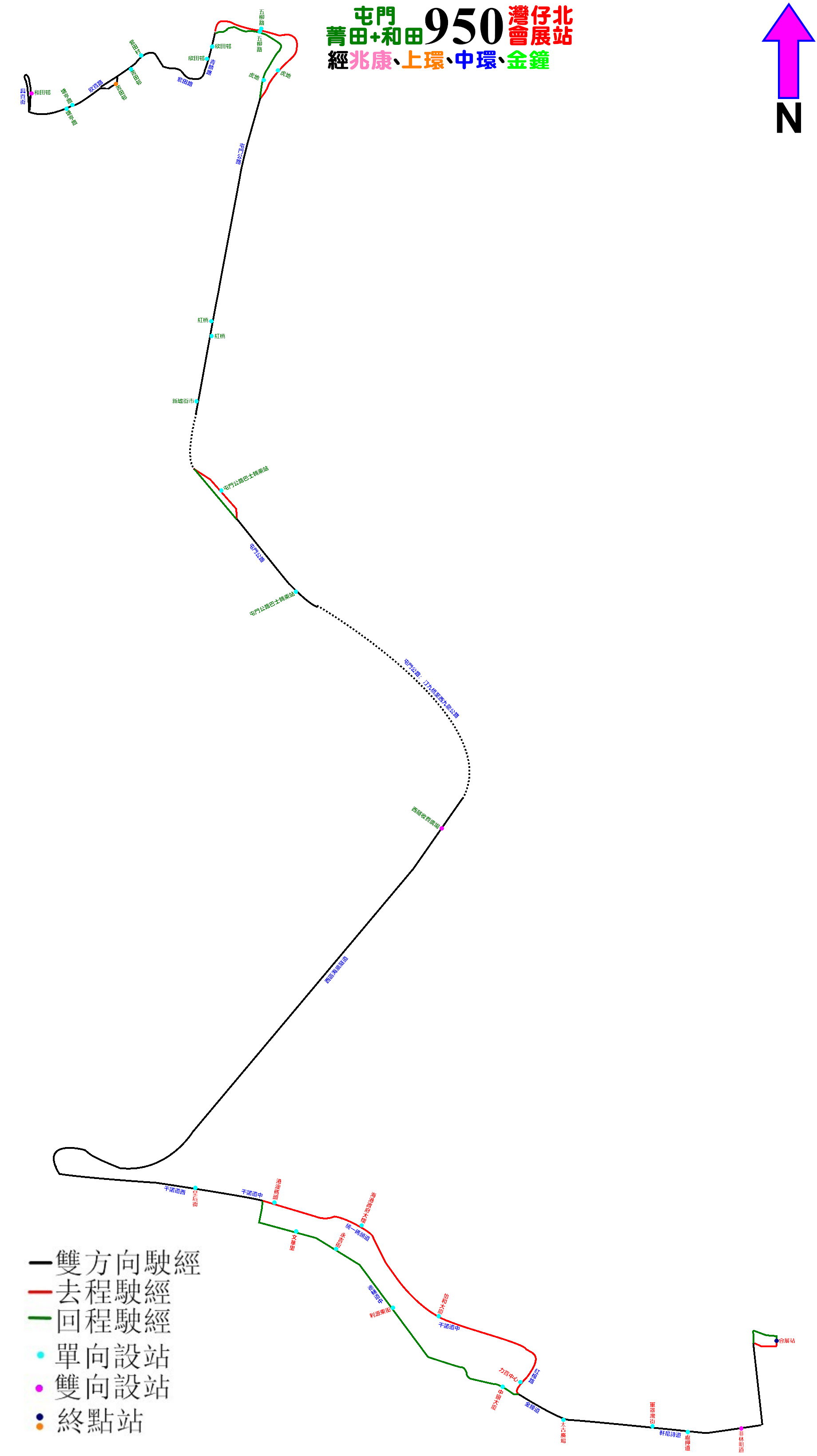
950線的走線圖

950線往會展站之班次途經欣寶路（西行）、興貴街（北行）、迴旋處、興貴街（南行）、欣寶路（東行）、紫田路、青麟路、藍地交匯處、屯門公路、青朗公路、青衣西北交匯處、長青公路、長青隧道、青葵公路、西九龍公路、西區海底隧道、干諾道西、干諾道中、民吉街、統一碼頭道、民吉街、干諾道中、夏慤道、紅棉路、金鐘道、軒尼詩道及菲林明道；往屯門（菁田及和田）之班次途經鴻興道、菲林明道、軒尼詩道、金鐘道、德輔道中、摩利臣街、干諾道西、西區海底隧道、西九龍公路、青葵公路、長青隧道、長青公路、青衣西北交匯處、青朗公路、屯門公路、藍地交匯處、青麟路、紫田路、欣寶路（西行）、欣寶路公共運輸交匯處、欣寶路（西行）、興貴街（北行）、迴旋處、興貴街（南行）及欣寶路（東行），具體停站請參考資訊框。
150R線往屯門（菁田及和田）之班次途經港灣道、分域碼頭街、夏慤道、告士打道、海底隧道、康莊道、漆咸道南、加士居道天橋、渡船街、西九龍走廊、荔枝角道、葵涌道、荃灣路、屯門公路、藍地交匯處、青麟路、紫田路、欣寶路（西行）、欣寶路公共運輸交匯處、欣寶路（西行）、興貴街（北行）、迴旋處、興貴街（南行）及欣寶路（東行），具體停站請參考資訊框。

## 使用狀況
2022年11月，運輸署在屯門區議會交通及運輸委員會會議中表示950線早上載客量不足10%。